# 伊勢継子
伊勢 継子（いせ の つぎこ、宝亀3年（772年） - 弘仁3年7月6日（812年8月16日））は、平城天皇の側室。木工頭伊勢老人（いせのおきな）の娘。高岳親王（嵯峨天皇皇太子）・巨勢親王・上毛野内親王・石上内親王・斎宮大原内親王の母。
2歳年少の安殿親王（後の平城天皇）の皇太子時代に早くから入侍し、彼との間に2男3女を産んだ。平城天皇即位後、大同3年（808年）11月に無位から正五位下に叙位され、翌年の大同4年5月、河内国の内蔵寮田11町を賜った（但し、継子の死後は再び内蔵寮田とするという条件が付いていた）。810年、薬子の変で高岳親王が皇太子を廃された。弘仁2年（811年）4月、従四位下で山城国紀伊郡（京都市伏見区・南区・東山区のそれぞれ一部）の田2町を賜った。弘仁3年7月6日、41歳で卒去。没後に従三位を追贈された。